# 霍华德·汉森
霍华德·哈罗德·汉森（英語：Howard Harold Hanson，1896年10月28日—1981年2月26日），瑞典血统的美国作曲家，指挥家，音乐理论家。
汉森于1896年生于内布拉斯加州的瓦胡市。早年在西北大学学习，后到罗马进修。回国后长期担任伊斯特曼音乐学院院长。作为指挥家，举行了一系列专场音乐会和音乐节，专门宣传推广美国当代作曲家的新作品。其作品有明显的浪漫主义倾向，规模宏大，旋律优美，但音乐语言较为保守。代表作有第一交响曲“北欧”，第二交响曲“浪漫”等。